# Gen Digital
Gen Digital Inc. (früher Symantec Corporation und NortonLifeLock, NASDAQ: GEN) ist ein US-amerikanischer Entwickler von Sicherheitssoftware für Privatanwender. Der Hauptsitz des Unternehmens liegt in Tempe im Bundesstaat Arizona; und seit der Übernahme von Avast ist Prag ein zweiter Hauptsitz.

## Geschichte

Logo bis 2010

Logo von Symantec seit 2010, heute zu Broadcom gehörend

Das Unternehmen wurde 1982 von Gary Hendrix unter dem Namen Symantec gegründet. Es ist seit dem 23. Juni 1989 an der NASDAQ börsennotiert.
Im Jahr 1990 übernahm das Unternehmen die Peter Norton Computing, Inc. und damit die Rechte am Namen Norton, unter dem verschiedene Produkte auch weiterhin vertrieben wurden (Norton Commander, Norton Utilities).
Im Dezember 2004 gab das Unternehmen bekannt, für 13,5 Milliarden US-Dollar den Backup-Spezialisten Veritas Software zu übernehmen. Mit der Übernahme stieg das Unternehmen zu einem der weltgrößten Softwarehäuser auf. 2008 gründete Huawei mit Symantec das Gemeinschaftsunternehmen „Huawei Symantec“. Im Januar 2016 wurde VERITAS wieder verkauft.
Am 5. Oktober 2009 verlegte Symantec seinen Sitz von Palo Alto nach Mountain View.
Mit Ende des Symantec-Geschäftsjahres 2008 legte John W. Thompson sein Amt als Geschäftsführer und Präsident nieder. Seit dem 4. April 2009 war Enrique Salem (früher COO) Präsident und CEO von Symantec. Neuer Chairman of the Board für Symantec war seit dem 25. Oktober 2011 Steve Bennett. Symantec gab am 25. Juli 2012 bekannt, dass Enrique Salem von seinem Posten als President und CEO des Unternehmens zurückgetreten sei. Der Vorstand ernannte Steve Bennett zum neuen President und CEO von Symantec. Zusätzlich behielt er den Posten als Chairman von Symantec bei.
Im Juni 2013 gab Symantec bekannt, 1.700 seiner etwa 21.000 Mitarbeiter bis Anfang 2014 zu kündigen – hiervon sei besonders das Management betroffen.
Die Rückkehr zu einem rein auf Sicherheit fokussierten Unternehmen wurde im Februar 2016 mit dem Verkauf von VERITAS eingeläutet. Diese strategische Neuausrichtung wurde im August des gleichen Jahres durch den Kauf von Bluecoat und Einsetzung von Greg Clark als CEO weiterverfolgt.
Ab dem 17. April 2018 akzeptiert Googles Browser Chrome (> Version 66) keine SSL-Zertifikate von Symantec mehr.
Auf Druck einiger Großaktionäre wurden am 4. November 2019 weite Teile des Unternehmens inklusive des Markennamens Symantec für 10,7 Milliarden US-Dollar an Broadcom Inc. verkauft. Das Privatkundengeschäft mit der Marke Norton sowie LifeLock verblieben bei der Symantec Corporation, die sich daraufhin in NortonLifeLock Inc. umbenannte. Gleichzeitig wurde der Sitz von Mountain View, Kalifornien nach Tempe, Arizona verlegt.
Am 7. Dezember 2020 übernahm NortonLifeLock den deutschen Hersteller von Antivirensoftware Avira. Im August 2021 wurde die Übernahme des tschechischen Herstellers von Antivirensoftware Avast angekündigt.
Im November 2022 wurde das Unternehmen umfirmiert in Gen Digital Inc. mit zwei Hauptquartieren in Tempe (Arizona) und Prag.

## Kritik
Einzelne Produkte von Symantec standen immer wieder in der Kritik. 2012 wurde Symantec in den USA verklagt, weil die Programme Norton Utilities, PC Tools Registry Mechanic sowie PC Tools Performance Toolkit Software den Anwender mit Meldungen von angeblich gefährlichen Problemen konfrontierten, obwohl dies gar nicht der Fall sei und die Produkte somit als Scareware einzustufen seien.
Nach der Übernahme von Symantec durch Broadcom 2019 gab es Berichte von Kunden über Probleme bei Kauf und Verlängerung von Lizenzen bei Sicherheitssoftware wie u. a. Symantec Endpoint Protection.
Im Juni 2021 wurde Nutzern von Norton 360 automatisch eine Kryptowährungs-Mining-Software Namens „Norton Crypto“ installiert. Diese soll im Hintergrund mittels der im Computer verbauten Grafikkarte die Kryptowährung Ethereum schürfen und dadurch Geld für den Nutzer generieren. Viele Kunden kritisierten aber, dass ein Sicherheitsprodukt keinen Krypto-Miner integriert haben sollte, da eine Antivirensoftware eigentlich die Installation von Krypto-Mining-Software blockieren sollte. Die Verwendung von „Norton Crypto“ wurde zwar nur als Opt-in angeboten, jedoch war eine Deinstallation nicht einfach möglich.

## Weitere Unternehmensübernahmen
- 1990: Peter Norton Computing: Norton Commander, Norton Utilities
- 1994: Central Point Software: PC Tools
- 1995: Delrina: WinFax, WinComm, FormFlow
- 1998: Binary Research: Ghost
- 1998: Quarterdeck (früher Quarterdeck Office Systems): CleanSweep
- 1999: WRQ: AtGuard
- 2000: AXENT Technologies: Firewall- und VPN-Software
- 2002: SecurityFocus
- 2003: PowerQuest: Partition Magic, Drive Image
- 2004: ON Technology: System Management Software
- 2004: @stake: L0phtCrack
- 2004: Brightmail: Anti-Spam-Software
- 2005: Sygate: Desktop Firewall und Network Access Control (NAC)
- 2005: Veritas: Backup-, Hochverfügbarkeits-, Daten-Wiederherstellungs-Software
- 2006: BindView: IT-Compliance-Software
- 2006: Relicore: Datacenter Inventarisierung
- 2006: Revivio: Continuous Data Protection
- 2006: Company-i: IT Consulting
- 2007: Altiris: Client Management, System Management Software
- 2007: Vontu: Data Loss Prevention
- 2008: AppStream: Application Streaming
- 2008: PC Tools: Sicherheits- und Systemsoftware
- 2008: nSuite: Remote Workspace
- 2008: SwapDrive: Online Storage
- 2008: MessageLabs: Online Messaging Security
- 2010: GuardianEdge und PGP (einschließlich TC TrustCenter GmbH)
- 2010: Die Authentifizierungs- und Identitätssparte von VeriSign
- 2011: Clearwell: eDiscovery
- 2012: LiveOffice: E-Mail-Archivierung in der Cloud
- 2012: Nukona: Mobile Application Management (MAM)
- 2015: Norton LifeLock (Narus)[18]
- 2016: Blue Coat[19]
- 2020: Avira
- 2021: Avast

## Produkte der Firma Symantec (Auswahl)

### Für Endanwender
- Norton 360
- Norton 360 Premium
- Norton 360 Multi-Device
- Norton AntiVirus
- Norton Internet Security
- Norton Security (Starter & Deluxe)
- Norton Security mit Backup / Norton Security Premium
- Norton Family
- Norton Utilities
- Norton One (abgekündigt)
- Norton Online Backup
- Norton Internet Security für Mac
- Norton AntiVirus für Mac
- Norton Mobile Security (inklusive Norton Anti-Theft)
- Online Family
- Norton Ghost (abgekündigt)
- Norton Commander (abgekündigt)
- Symantec WinFax Pro (abgekündigt)

### Für Unternehmen (an Broadcom verkauft)
- Informationssicherheit
  - Symantec Data Loss Prevention: vertrauliche Daten erkennen, überwachen und schützen
  - Symantec CloudSOC: die CASB (Cloud Access Security Broker) Lösung von Symantec
  - Symantec VIP: Identitätsbroker mit 2-Faktor Lösung
  - Symantec Endpoint Encryption: Lösung vom verschlüsseln von Festplatten und mobilen Datenträgern
  - Symantec PGP Whole Disk Encryption: Verschlüsselung am Desktop
  - Symantec Encryption Management Server (SEMS): Key Management Server für Verschlüsselungskeys (vormals PGP Universal Server)
  - Information Centric Security: Verschiedene Module zur Informationszentrischen Verschlüsseln, Taggen und Analysieren von Informationen
- Gerätesicherheit
  - Symantec Protection Suite: Verschiedene Symantec Produkte aus der Security Sparte für Desktops und Server
  - Symantec Endpoint Protection: Endpoint Security für Desktops und Server
  - Symantec EDR: Detect und Response Lösung für den Endpunkt
  - Symantec Endpoint Protection Cloud: KMU Lösung zum Schutz von Endpunkten, die komplett aus der Cloud (SAAS) verwaltet wird
  - Symantec Endpoint Protection Mobile: Schutz für IOS- und Android-Geräte
  - Protection Engine Lösungen: TCP/IP (ICAP) Scan Lösungen für NAS, Cloud und MS Sharepoint
  - Cloud Workload Protection: Automatisierte Sicherheit für öffentliche Clouds (z. B. AWS, MS Azure oder GCP)
  - Datacenter Security : Härtungslösung zur Segmentierung von Servern nach der LPAC Methode
- E-Mail-Sicherheit
  - Symantec Messaging Gateway powered by Brightmail(SMG)(ehemals: Symantec Brightmail Gateway – SBG): eine Messaging-Sicherheits-Anwendung
  - Symantec Email.Cloud: Email Security als SAAS inkl. Detonationssandbox und ATP
  - Symantec Mail Security (SMS): eine Antispam- und Antivirus-Anwendung
  - Phishing Readiness: Phishing E-Mail Simulator zur Schulung von Mitarbeitern
  - Gateway Email Encryption (PGP): Teil des SEMS zum situativen Verschlüsseln von E-Mails
- Netzwerksicherheit
  - ProxySG, Advanced Secure Gateway(ASG) und Web Security Service(WSS): Proxy-Lösungen
  - Content Analysis: Malware-Analyse Appliance inkl. Sandboxing Technologien
  - Security Analytics: Forensische Network-Capturing Appliance
  - Web Isolation: Lösung zum Sandboxen von Browsern / Webrequests
  - SSL Visibilty Appliance: Appliance zur Verwaltung von verschlüsseltem Datenverkehr
- Verwaltung
  - Altiris Total Management Suite: Automatisierung des IT-Lebenszyklus
  - Ghost Solution Suite: Deployment- und Automatisierungslösung für KMU
  - Control Compliance Suite: Lösung zur Risikobewertung (Compliance Prüfung) gegen öffentliche Mandate, Normen oder private Richtlinien
- Service
  - Managed Security Services: Verwaltung- und Überwachungsservice für Sicherheitsprodukte (nicht nur Symantec-Lösungen)
  - Deepsight Intelligence: Verschieden Zugänge zu den Threat Intelligence Informationen von Symantec
  - Incident Response: Notfallservice der Unterstützung bei der forensischen / rechtssicheren Beweissicherung und Wiederherstellung nach Angriffen oder Vorfällen liefert
- abgekündigt
  - Symantec Network Access Control: Netzwerkzugriffsschutz für Desktops und Server. (abgekündigt)
  - Symantec Mobile Management: Verwaltung von mobilen Endgeräten (abgekündigt)
  - Symantec Web Gateway: eine Web-Sicherheits-Anwendung inklusive Proxy-Funktionalität (abgekündigt)
  - Symantec Security Information Manager: ein SIEM-System (SIEM: Security Information and Event Management)(abgekündigt / bzw. Nur noch als MSS)
  - Symantec Enterprise Firewall (SEF): eine reine Software-Firewall (abgekündigt)
  - Symantec Gateway Security (SGS): eine Firewall-Anwendung (abgekündigt)
  - Symantec Network Security (SNS): eine Intrusion-Detection-System-Anwendung (abgekündigt)

### Entwicklungsumgebung
- Symantec C++ – ein C/C++ Compiler, hervorgegangen aus Think C durch Akquisition des Unternehmens Think Technologies (eingestellt)